# 追憶の雨の中
「追憶の雨の中」（ついおくのあめのなか）は、福山雅治のデビューシングル。1990年3月21日に発売。発売元はBMGビクター（現・Ariola Japan）。

## 解説
福山のデビュー曲。1988年10月から行われたレコーディングの中で制作。当初、1989年5月にデビューの予定だったが、自分のキーに合わない曲を歌い続けた影響で声帯にポリープが出来、デビューがこの時まで延期になっていた。福山からのリクエストでプロデュースは元ARBの白浜久が手掛けている。
デビュー当日のスケジュールが空いていた福山は、事務所から2トントラックを借りて引越しをした。
福山と同じ所属事務所・アミューズのバンド、BEGINも同日3月21日に「恋しくて」でデビューした。
「追憶の雨の中」CDの初回出荷枚数は2,800枚だったが、何故か福山本人には3,800枚とスタッフから伝えられたという。オリコンチャートでは計測不能とされた。
プロモーション用のサンプル限定ではあったが、アナログレコード盤も製造されていた。
この1ヶ月後の同年4月21日に、デビューアルバム『伝言』が発売された。

## 収録曲
全編曲：白浜久
1. 追憶の雨の中
（作詞・作曲：福山雅治 / 補作曲：佐野日出夫）
アルバム「伝言」のレコーディング終了後に、スタッフからの要請でシングルを先にリリースすることが決まったものの、アルバム収録曲にシングルカットに見合う曲がなかったことから、追加で急遽作られた[2]。だが、当時の福山にはシングル向きの曲調がどういうものかわからなかったため、「とにかく明るい曲を作ろう」ということで書いたという[3]。当時、雨に対する思い入れは強かったという。

PVが制作されているが、5万円という低予算だったため、私服かつノーメイクだったほか、主に当時の福山の自宅で撮影が行われ、自身と同じオーディションで合格した男性が8ミリビデオで撮影したという。
2009年に発売された24thシングル「化身」（初回限定 祝20周年突入!! スペシャル・タオル付 盤）にライブ音源が収録されている。ライブで演奏する際、福山は曲の始まりに「僕の始まりの歌です!!」と観客を煽り、主にハンドマイクで歌唱する。
2. かなしみは…
（作詞：福山雅治、白浜久 / 作曲：白浜久）
テンポと曲調が合うのではないか、という理由でカップリング曲に選ばれた[3]。福山にとって初のバラードで、歌入れに苦労したという[3]。

## 参加ミュージシャン
| 追憶の雨の中 - Drums:MASASHI MINATO - Bass:TAKAMUNE NEGISHI - Guitar:HISASHI SHIRAHAMA | かなしみは… - Piano:YASUHARU NAKANISHI - Keyboards:HISASHI SHIRAHAMA - Computer & Synthesizer Programming:HISASHI SHIRAHAMA |

## 収録アルバム
| 追憶の雨の中 - 伝言 - M-COLLECTION 風をさがしてる - MAGNUM COLLECTION 1999 "Dear" - THE BEST BANG!! - 福の音（LIVE Version） | かなしみは… - 伝言 - M-COLLECTION 風をさがしてる |